# Georg Bernadotte Sehested
George Bernadotte Sehested (født 28. juli 1808 i Itzehoe, død 16. august 1873 i Vedbæk) var en dansk forstmand.
Han var søn af karakteriseret generalmajor Johan Frederik Gyldenstierne Sehested og hustru Sofie Hedvig Agate Kaas (af Mur), blev forstkandidat i Kiel, 1827 forst- og jagtjunker, 1835 lønnet forstkandidat, 1840 kammerjunker og 1863 kammerherre.
Han ægtede 23. april 1837 i Søllerød Kirke Eleonora Sophie Frederikke Hoppe (5. september 1807 på Sæbygård - 24. maj 1866 i Vedbæk), datter af kammerherre og hofjægermester Frederik Hoppe.
Han er begravet på Søllerød Kirkegård.